# Schießbefehl
Schießbefehl je bil nemški izraz, ki je bil v uporabi v Vzhodni Nemčiji v času obstoja berlinskega zidu med letoma 1961 in 1989, za streljanje bežočih ljudi čez zid.
Schießbefehl, ukaz za streljanje, je prvi dal vzhodnonemški komunistični politik in bodoči voditelj Vzhodne Nemčije, Erich Honecker, ki je leta 1961nadziral gradnjo berlinskega zidu. Honecker je stražarjem naročil, da morajo v primeru poskusa prebega katerega koli vzhodnonemškega državljana, uporabiti strelno orožje in ga ustreliti. S tem so stražarji na ukaz od izgradnje zidu do njegovega padca leta 1989 ustrelili več kot 200 ljudi. Po ponovni združitvi Nemčije leta 1990 je berlinsko okrožno sodišče sodilo Honeckerju zaradi kršitev človekovih pravic, vključno z ukazom Schießbefehl, vendar je bil zaradi zelo slabega zdravja izpuščen iz pripora.